# Carancas

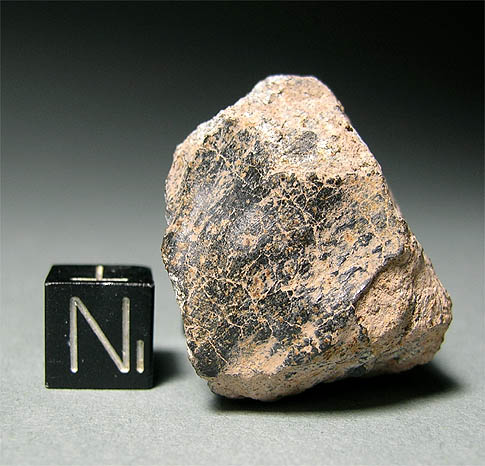
Een meteorietfragment van 23 gram

Carancas is een dorp in Peru ten zuiden van het Titicacameer in de provincie Chucuito in de regio Puno vlak bij de Boliviaanse grens. De afgelegen boerengemeenschap in het hoge Andesgebergte heeft de belangstelling van astronomen, geologen en andere natuurwetenschappers sinds enkele inwoners op 15 september 2007 om 11:45 lokale tijd (16:45 UTC) ooggetuige waren van een meteorietinslag. Volgens later onderzoek was de meteoriet minstens 1 meter groot en had hij bij zijn entree in de atmosfeer een snelheid van 12 tot 18 km/s en bij de inslag nog van meer dan 3 km/s. Hierbij ontstond een 14 meter brede en 6 meter diepe inslagkrater.

## Krater
De meteoriet doorkruiste de atmosfeer in enkele seconden als een vuurbal, groter en feller dan de zon. Ooggetuigen in Guaqui (Bolivia) en Desaguadero (Peru) zagen hem uit een noordoostelijke richting door de lucht schieten. Hij kwam terecht naast een landweg in de zachte, vochtige grond van een akkerveld op 3824 meter boven zeeniveau. Door de schokgolf van de ontploffing, met een kinetische energie van mogelijk 1000 MJ (0,24 ton TNT), beschadigde de bebouwing tot een kilometer verderop. Omwonenden voelden de grond schudden als bij een aardbeving. De aarde in de onmiddellijke omtrek verschroeide en vuistgrote brokstukken werden honderden meters in alle richtingen geslingerd. Een meetstation in La Paz, 70 km verderop, registreerde het infrageluid van de klap. Aan de hemel bleef minutenlang een spoor van rook zichtbaar, terwijl uit de krater rook, damp en stofwolken opstegen. Op de metersdiepe bodem van de krater vormde zich een poel kokende modder. Bezoekers van de plek werden ziek van de giftige zwavellucht.
De gealarmeerde bewoners vonden de krater na enkele minuten, geleid door de paddenstoelvormige rookpluim aan de horizon. Binnen een uur werden er foto's en videobeelden van de plek en omgeving gemaakt. Na een dag had de krater zich grotendeels met grondwater gevuld en begon de erosie waardoor er thans niet veel meer van over is. Gedurende enkele dagen werd er gespeculeerd over een mogelijke vulkanische of andere geologische oorsprong van de verschijnselen, maar nader onderzoek van het aangetroffen gesteente bevestigde dat er een grote druk op is uitgeoefend zoals die alleen optreedt bij meteorietinslagen.
Het is de eerste keer in de bekende geschiedenis dat er meerdere ooggetuigen zijn van een kratervormende meteorietinslag. De voorheen heersende gedachte dat steenachtige meteorieten kleiner dan 100 meter geen kraters kunnen vormen doordat ze tijdens hun vlucht door de atmosfeer te veel zouden vertragen door de wrijving en verbrokkelen door de hitte, zal moeten worden bijgesteld. Twee factoren die helpen verklaren waarom de steen toch de grond kon bereiken, zijn de grote hoogte van het gebergte en het hoge ijzergehalte van de meteoriet. De grootste vertraging treedt op in de onderste luchtlagen. Op 4 km hoogte is de lucht nog te ijl om een projectiel veel af te remmen. De meteoriet bevatte bovendien voldoende ijzer om een beschermend magnetisch veld op te wekken tijdens zijn vlucht, waardoor hij goed bestand was tegen de hoge temperaturen.

## Meteoriet
Het Peruaanse Instituto Geológico Minero y Metalúrgico publiceerde anderhalve week na de inslag een rapport met de minerale samenstelling van de onderzochte fragmenten, 40% orthopyroxeen, 20% olivijn, 15% kamaciet, 10% veldspaat, 10% clinopyroxeen, 5% troiliet en sporen van chromiet. De Amerikaanse meteorietenjager Michael Farmer bezocht de plek twee weken na het gebeurde. Hij verzamelde met hulp van lokale boeren ongeveer 350 gram om te verspreiden over laboratoria wereldwijd. De meteoriet is na onderzoek door de Universiteit van Arizona geclassificeerd als een O-chondriet van het type H4-5 met de naam Carancas.